# Aurore (winorośl)
Aurore – mieszaniec międzygatunkowy odmian winorośli (seibel 788 x seibel 29), wyhodowany we Francji około 1860 roku.
Proporcje gatunków w aurorze kształtują się następująco: 68,8% Vitis vinifera + 25,0% Vitis rupestris + 6,3% Vitis lincecumii.

## Opis
Odmiana bardzo plenna. Grona są średniej wielkości, cylindryczne, wydłużone, średnio zwarte lub luźne. Owoce osiągają pełną dojrzałość w drugiej dekadzie września. Jagody są małe lub średniej wielkości, prawie kuliste, jasnożółte, w pełnej dojrzałości z delikatnym, różowym rumieńcem. Miąższ jest soczysty, słodki, bez wyczuwalnego aromatu. Młode pędy, listki przykoronkowe, ogonki liści i szypułki gron lekko zaczerwienione. Jagody z charakterystyczną kropką.

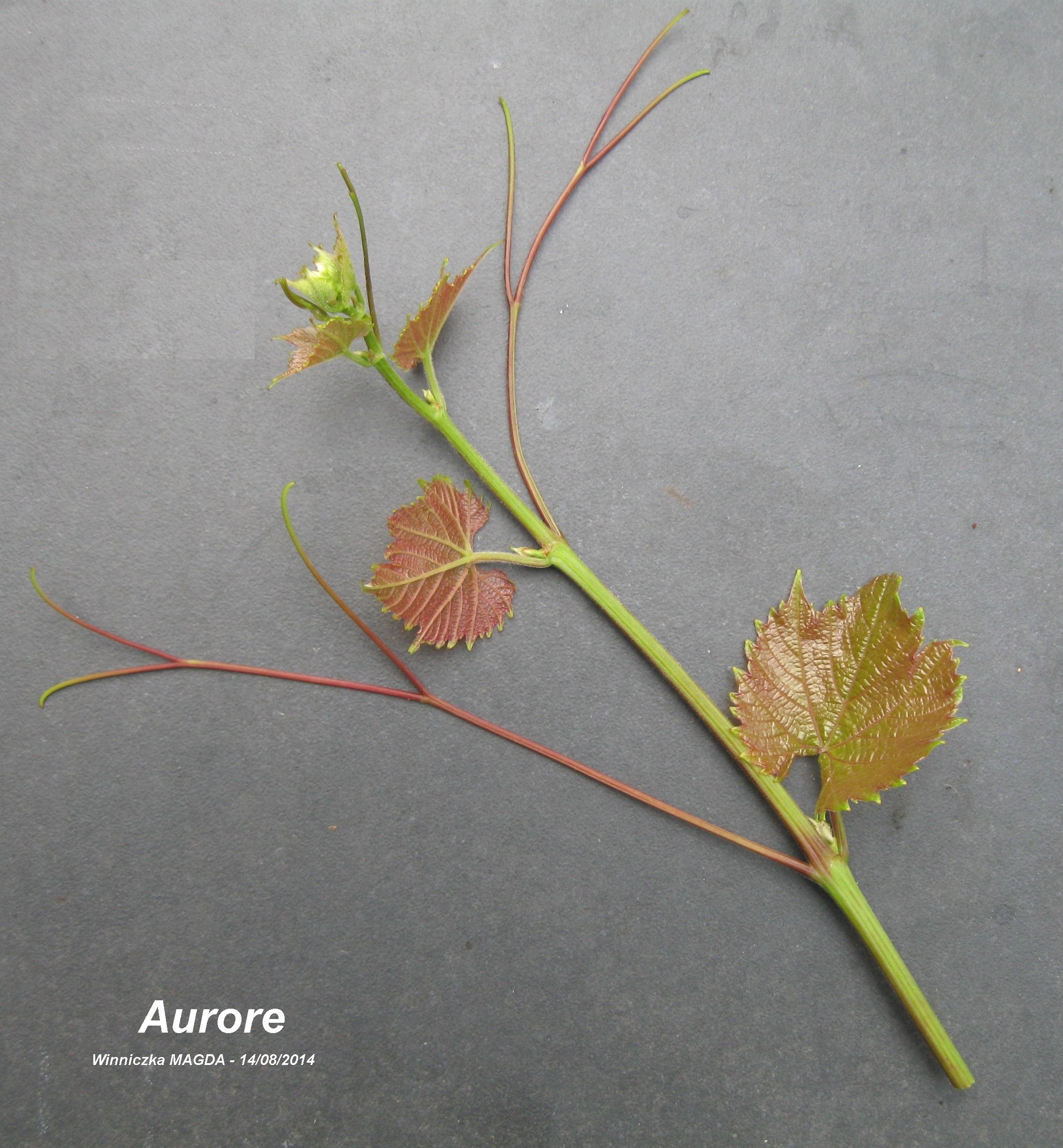
Aurore – koronka

Wartość odmiany polega głównie na jej odporności na choroby i niezawodności plonowania. Przydatna do uprawy w chłodniejszych rejonach. Najlepiej rośnie i owocuje na glebach lekko kwaśnych. Przy odczynie gleby zbliżonym do obojętnego, występują na starszych liściach objawy niedoboru magnezu – są to żółtobrązowe plamy na blaszkach liściowych, głównie w przestrzeniach między bocznymi nerwami.

## Cięcie
Krzew nie ma specjalnych wymagań co do rodzaju prowadzenia i długości pędów owocujących.

## Fenologia
Wiosenną wegetację rozpoczyna wcześnie. Jagody dojrzewają w drugiej dekadzie września. W polskich warunkach klimatycznych nie wymaga okrywania na zimę. Pąki wytrzymują spadki temperatur do –28 °C. Jako jedna z nielicznych odmian spoza Vitis labrusca nadaje się do wysokopiennego formowania w formie pergoli.

## Synonimy
Athiri, Feri Szőlő, ope Szőlő, Redei, S-5279, Seibel 5279 oraz Aurora.
W Polsce bardziej znana jako Aurora. Nie należy jednak mylić z odmianą deserową ‘Aurora’ V.vinifera uprawianą na południu Europy

## Choroby
Na choroby aurora jest wystarczająco odporna – przy sprzyjających warunkach nie wymaga ochrony chemicznej.

## Dojrzewanie

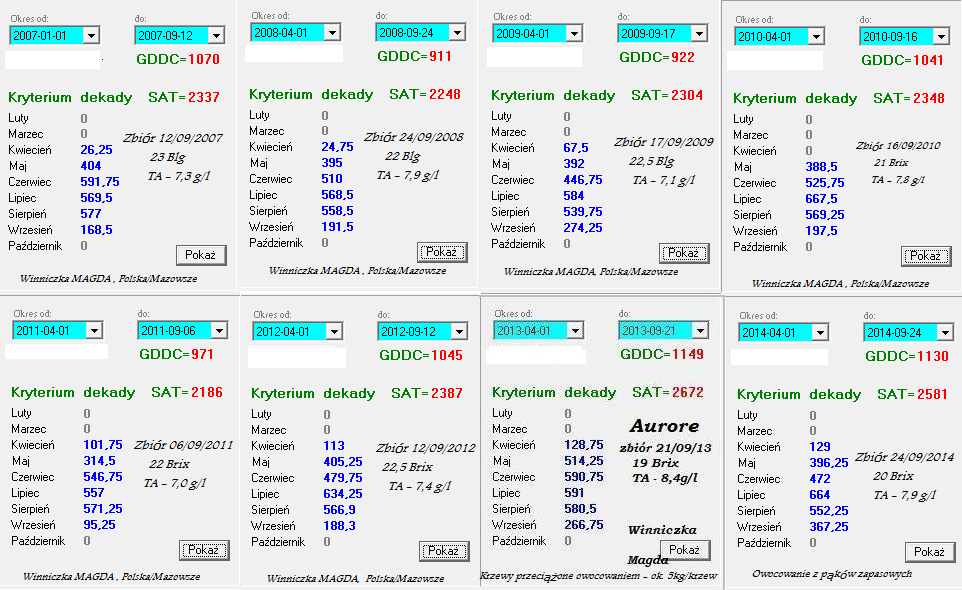
Aurore – parametry dojrzewania-Poland/Mazovia

- Skierniewice 2012 – zbiór: 15/09, plon: 1,55 kg/krzew, masa gron: 110 g, masa jagód: 2,4 g, ekstrakt: 19,8%[7].

## Wino
Wino otrzymane z tej odmiany jest lekkie, mało ekstraktywne, przeciętnej jakości, bez negatywnych cech smakowo-aromatycznych. Wymaga kupażowania z innymi winami o wyraźniejszym aromacie i wyższym ekstrakcie. Możliwe są jednak także wina odmianowe z aurore.

## Rozpowszechnienie
Odmiana rozpowszechniona najbardziej w Ameryce Północnej – USA i Kanada. W Europie najwięcej nasadzeń to Anglia i Polska. Odmiana znana w Polsce od dawna. Mimo nowych i jakościowo lepszych odmian do wyrobu wina jest nadal uprawiana ze względu na mniejsze wymagania cieplne oraz odporność na choroby.